# Josep Santpere i Pei
Pour les articles homonymes, voir Sant Pere et Pei.
Josep Santpere i Pei, né à Barcelone en 1875 et mort dans cette même ville en 1939, connu sous le nom de Josep Santpere, est un comédien et entrepreneur de théâtre, spécialisé dans l'opérette et le vaudeville.
Il est une personnalité de l'Avenue du Parallèle, célèbre artère dédiée au divertissement à Barcelone.

## Biographie
Il débute très jeune dans le théâtre amateur. En 1903, il a fait sa première apparition lyrique dans le rôle de Don Basilio du Barbier de Séville au Théâtre d'Adrià Gual. Il épouse la danseuse classique Rosa Hernáez i Esquirol.
A l'âge de 30 ans, il acquiert une grande célébrité en tant que comédien et directeur de théâtre, contribuant notamment aux débuts de l'actrice Margarita Xirgu, future grande dame du théâtre.
En 1917, il collabore à la présentation de l'Auca de l senyor Esteve de Santiago Rusiñol.
On lui doit l'introduction à Barcelone du théâtre comique, dont sa fille Mary Santpere est l'une des grandes représentantes en Europe.

## Postérité

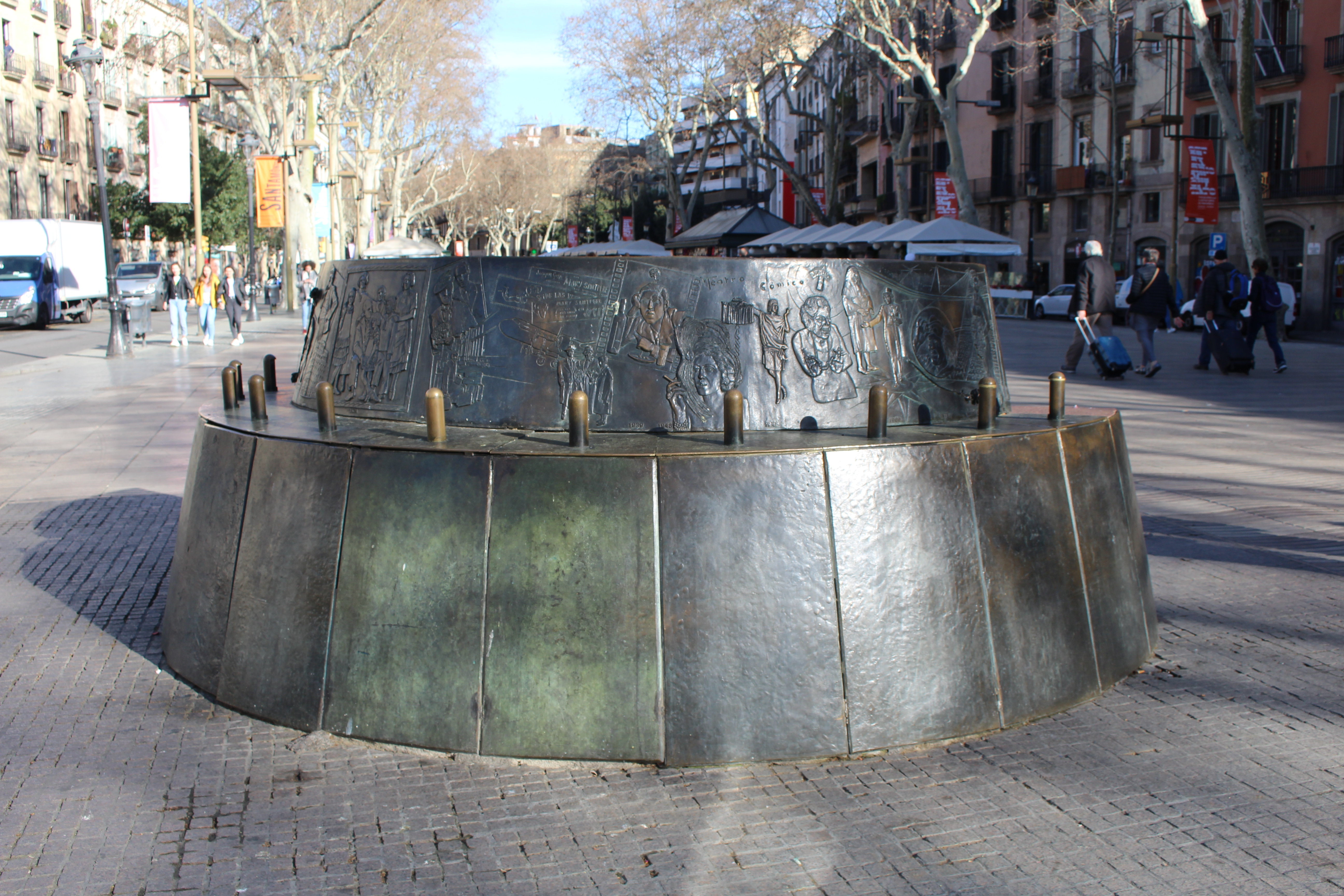
La Fontaine aux Santpere, monument commémoratif sur La Rambla.

- Il est inhumé dans la sépulture familiale du cimetière du Poblenou, à Barcelone;
- Un monument commémoratif dédié à la famille Santpere est érigé sur la Rambla de Barcelone;
- Une partie de son fonds est conservée au Centre de Documentació i Museu de les Arts Escèniques (en français : Centre de Documentation et Musée des Arts Scéniques) de la Ville de Barcelone.